# شرابة الحرير الفيتشية
شرابة الحرير الفيتشية (الاسم العلمي:Garrya veatchii) هي نوع من النباتات يتبع جنس شرابة الحرير من فصيلة شرابات الحرير.